# أليس بيلي
أليس بيلي (بالإنجليزية: Alice Bailey) (و. 1880 – 1949 م) هي كاتبة ومنجمة ومحضرة أرواح من المملكة المتحدة، والولايات المتحدة الأمريكية . ولدت في مانشستر .
توفيت في مدينة نيويورك .

## روابط خارجية
- أليس بيلي على موقع الموسوعة البريطانية (الإنجليزية)